# Centar (Sarajevo)
Centar är en kommun i Bosnien och Hercegovinas huvudstad Sarajevo. Den ligger i entiteten Federationen Bosnien och Hercegovina. Antalet invånare är 59 238. Arean är 33 kvadratkilometer.